# 大相撲昭和2年1月場所
大相撲昭和2年1月場所（おおずもうしょうわにねんいちがつばしょ）は、1927年（昭和2年）1月14日からの1月24日までの11日間、東京都墨田区の両国国技館（初代国技館）で開催された大相撲本場所である。

## 概要
江戸時代の勧進相撲以来の流れをくむ全国各地の相撲興行の内、最後まで残った東京相撲と大阪相撲が合流する形で、大日本大角力協会が発足、今日にまで続く大相撲の記念すべき第1回興行となった。また、昭和に改元されてから初の本場所にもなった。

## 番付・星取表
幕内
| 東 111点（優勝）              | 東 111点（優勝） | 東 111点（優勝） | 番付     | 西 89点        | 西 89点      | 西 89点          |
| 備考                          | 成績             | 力士名           | 番付     | 力士名         | 成績         | 備考             |
| ----------------------------- | ---------------- | ---------------- | -------- | -------------- | ------------ | ---------------- |
|                               | 3勝2敗6休        | 西ノ海嘉治郎     | 横綱     | 常ノ花寛市     | 7勝4敗       |                  |
| 大阪相撲より合流 幕内最高優勝 | 10勝1敗          | 宮城山福松       | 張出横綱 |                |              |                  |
| 新大関 （第161代）            | 8勝3敗           | 能代潟錦作       | 大関     | 大ノ里萬助     | 6勝5敗       |                  |
|                               | 0勝0敗11休       | 太刀光電右衛門   | 張出大関 |                |              |                  |
|                               | 7勝4敗           | 小野川喜一郎     | 関脇     | 常陸岩英太郎   | 9勝2敗       | 優勝次点         |
|                               | 7勝4敗           | 若葉山鐘         | 小結     | 山錦善治郎     | 2勝9敗       |                  |
|                               |                  |                  | 張出小結 | 出羽ヶ嶽文治郎 | 6勝5敗       |                  |
|                               | 3勝8敗           | 清水川清行       | 前頭1    | 真鶴秀五郎     | 4勝7敗       | 大阪相撲より合流 |
|                               |                  |                  | 張出前頭 | 綾錦由之丞     | 4勝7敗       |                  |
|                               | 6勝5敗           | 大蛇山雄作       | 前頭2    | 白岩亮治       | 1勝4敗5休1分 |                  |
| 優勝旗手                      | 8勝3敗           | 清瀬川敬之助     | 前頭3    | 玉錦三右衛門   | 6勝5敗       |                  |
|                               | 3勝8敗           | 三杉磯善七       | 前頭4    | 外ヶ濱弥太郎   | 6勝5敗       |                  |
|                               | 6勝4敗1休        | 錦洋与三郎       | 前頭5    | 柏山大五郎     | 3勝8敗       |                  |
|                               | 1勝3敗6分1休     | 東関善三郎       | 前頭6    | 桂川力蔵       | 3勝8敗       | 大阪相撲より合流 |
|                               | 8勝3敗           | 朝響信親         | 前頭7    | 若常陸恒吉     | 5勝6敗       |                  |
|                               | 7勝4敗           | 吉野山要治郎     | 前頭8    | 常陸嶽理市     | 7勝4敗       |                  |
| 大阪相撲より合流              | 2勝9敗           | 荒熊谷五郎       | 前頭9    | 常陸島朝吉     | 2勝9敗       |                  |
| 大阪相撲より合流              | 5勝6敗           | 錦城山勇吉       | 前頭10   | 綾鬼喜一郎     | 0勝4敗7休    |                  |
|                               | 6勝5敗           | 一ノ濱善之助     | 前頭11   | 雷ノ峰伊助     | 3勝8敗       |                  |
|                               | 5勝6敗           | 阿久津川高一郎   | 前頭12   | 光風貞太郎     | 0勝0敗11休   |                  |
|                               | 2勝9敗           | 真砂石三郎       | 前頭13   | 朝光亀太郎     | 5勝6敗       | 大阪相撲より合流 |
| 新入幕                        | 8勝3敗           | 星甲実義         | 前頭14   | 樽錦政吉       | 6勝5敗       |                  |
|                               | 6勝5敗           | 泉洋藤太郎       | 前頭15   | 琴ヶ浦善治郎   | 4勝7敗       |                  |

## 表彰
| タイトル     | タイトル     | 四股名     | 地位       | 回数   | 成績    | 部屋       | 出身         | 備考 |
| ------------ | ------------ | ---------- | ---------- | ------ | ------- | ---------- | ------------ | ---- |
| 幕内最高優勝 | 幕内最高優勝 | 宮城山福松 | 東張出横綱 | 初優勝 | 10勝1敗 | 高田川部屋 | 岩手県一関市 |      |

## 備考
- 東京と大阪の番付を合同編成するにあたり、前年に「東西連盟大相撲」として技量審査を行ったうえで、番付編成を行った。元々両団体の間では旧東京組が人気、実力、規模ともに優位にあり、大阪合流組の力士は、横綱の宮城山を除いて、大阪時代の番付よりかなり低い番付に留め置かれることとなった（荒熊と錦城山は、ともに大阪では大関だったが、合流後は平幕まで落とされた）[1]。
- 前評判の低かった大阪合流組であったが、優勝争いでは宮城山が、8日に常ノ花との横綱対決に敗れたのみの10勝1敗で新制大相撲の初代王者に輝き、旧大阪協会の意地を示した[2]。
- 関脇の常陸岩が優勝次点の好成績をあげて、場所後に大関昇進を果たす[2]。